# Ален Муссі
Ален Муссі (англ. Alain Moussi; нар. 24 березня 1981) — канадський актор та каскадер. Зіграв головну роль Курта Слоуна у фільмі 2016 року «Кікбоксер», перезапуску однойменного фільму 1989 року з Жан-Клод Ван Даммом у головній ролі. Працював каскадером у таких фільмах, як «Люди Ікс: Дні минулого майбутнього», «13-й район: Цегляні маєтки» тощо.

## Біографія
Вивчав джіу-джитсу у канадської легенди бойових мистецтв Джона Терієна, кікбоксинг у чемпіона з кікбоксингу Жан-Ів Теріо. Він навчався бразильському джиу-джитсу під керівництвом Карлоса Мачадо і отримав чорний пояс.
Ален почав свою кар'єру як каскадер під керівництвом Жана Френетта, чемпіона світу з бойових мистецтв, який став координатором трюків для фільмів. Його першою роботою був дубляж Генрі Кавілла у фільмі «Війна Богів: Безсмертні». Він також працював дублером Тревіса Фіммела у фільмі «Warcraft: Початок», Г'ю Джекмена в «Люди Ікс: Апокаліпсис» і Джая Кортні у «Загін самогубців».
Зіграв ролі у кількох фільмах. Найвідомішою роботою є головна роль у фільмі «Кікбоксер» у 2016 році.

## Фільмографія

### Актор
- 2005 — Невідомі файли: Розкрити таємницю /  NX Files: Discover the Secret  —  Спайк / Ронін
- 2010 — Наживка /  L'appât  —  охоронець
- 2011 —  Судний день /  The Day  —  той, що вижив
- 2012 —  Перевізник (телесеріал) /  Transporter: The Series  —  охоронець, 1 епізод
- 2013 — Помста сестри (телефільм) /  A Sister's Revenge  —  нетерплячий гість
- 2013 — Штурм Білого дому /  White House Down  — напарник агента Ріда. в титрах не вказано
- 2014 року — Помпеї /  Pompeii  — кельтський гладіатор, в титрах не вказано
- 2014 року — Бути людиною (телесеріал) /  Being Human  — вампір-вибивала. 1 епізод}}
- 2014 року — Вовки /  Wolves  —  Добі
- 2014 року — Крила дракона /  Wings of the Dragon  —  Рене Фабр
- 2015 — Тільки я /  Only I …  —  спаринг-партнер Оріона
- 2016 — Кікбоксер /  Kickboxer: Vengeance  —  Курт Слоун
- 2020 — Джіу-джитсу /  Jiu Jitsu  —  Джейк

### Каскадер
- 2011 — Війна Богів: Безсмертні /  Immortals  —  дублер Генрі Кавілла
- 2012 — Білосніжка: Помста гномів /  Mirror Mirror  —  каскадер
- 2012 — Експат /  Erased  —  дублер Аарона Екгарта
- 2012 — Чорний дрізд /  Deadfall  —  каскадер
- 2013 — Морський піхотинець: Тил /  The Marine 3: Homefront  —  дублер Майка Мізаніна
- 2013 — Пентхаус з видом на північ /  Penthouse North  —  каскадер
- 2013 — Штурм Білого дому /  White House Down  —  дублер  Джейсона Кларка, каскадер
- 2013 — Тихоокеанський рубіж /  Pacific Rim  —  каскадер
- 2013 — Смурфики 2 /  The Smurfs 2  —  каскадер
- 2013 — Знаряддя смерті: Місто кісток /  The Mortal Instruments: City of Bones  —  каскадер
- 2014 року —  Помпеї /  Pompeii  —  каскадер
- 2014 року — 13-й район: Цегляні маєтки /  Brick Mansions  —  каскадер
- 2014 року — Люди Ікс: Дні минулого майбутнього /  X-Men: Days of Future Past  —  дублер Джоша Гелмана, каскадер
- 2016 — Warcraft: Початок /  Warcraft  —  дублер  Тревіса Фіммела, каскадер

## Номінації та нагороди
- Премія Гільдії кіноакторів США
  - 2015 — Найкращий каскадерский ансамбль в ігровому кіно (за фільм «Люди Ікс: Дні минулого майбутнього», номінація)[2]